# Associazione Calcio Siena 1937-1938
Questa voce raccoglie le informazioni riguardanti l'Associazione Calcio Siena nelle competizioni ufficiali della stagione 1937-1938.

## Stagione
Nella stagione 1937-38 il Siena ha disputato il girone D della Serie C, con 51 punti in classifica ha dominato e vinto il campionato, è giunto secondo il Ravenna distanziato di dodici punti, con questo brillante risultato ha riconquistato la Serie B.

## Rosa
| N. |                   | Ruolo | Calciatore        |
| -- | ----------------- | ----- | ----------------- |
|    | Italia (bandiera) | A     | Silvio Bandini    |
|    | Italia (bandiera) | C     | Corrado Biasotto  |
|    | Italia (bandiera) | C     | Edoardo Carosi    |
|    | Italia (bandiera) | A     | Giuseppe Chiesa   |
|    | Italia (bandiera) | P     | Natale Erbinovi   |
|    | Italia (bandiera) | D     | Riccardo Galbiati |
|    | Italia (bandiera) | D     | Ranieri Ghelardi  |
|    | Italia (bandiera) | A     | Vasco Lenzi       |
|    | Italia (bandiera) | C     | Alberto Macchi    |

| N. |                   | Ruolo | Calciatore         |
| -- | ----------------- | ----- | ------------------ |
|    | Italia (bandiera) | D     | Gino Manni         |
|    | Italia (bandiera) | C     | Bruno Mariotti     |
|    | Italia (bandiera) | D     | Ubaldo Passalacqua |
|    | Italia (bandiera) | C     | Cesare Pellegatta  |
|    | Italia (bandiera) | A     | Luciano Renoldi    |
|    | Italia (bandiera) | A     | Otello Ricci       |
|    | Italia (bandiera) | A     | Angelo Solbiati    |
|    | Italia (bandiera) | D     | Ernesto Stuppi     |
|    | Italia (bandiera) | P     | Viviano Viviani    |